# Коэтмьё
Коэтмьё (фр. Coëtmieux, брет. Koedmaeg, галло Coétmioec) — коммуна во Франции, находится в регионе Бретань. Департамент — Кот-д’Армор. Входит в состав кантона Ламбаль. Округ коммуны — Сен-Бриё.
Код INSEE коммуны — 22044.

## География
Коммуна расположена приблизительно в 370 км к западу от Парижа, в 80 км северо-западнее Ренна, в 13 км к востоку от Сен-Бриё.
Река Гуэссан образует восточную границу коммуны.

## Население
Население коммуны на 2016 год составляло 1 776 человек.
| 1962 | 1968 | 1975 | 1982 | 1990 | 1999 | 2008 | 2016 |
| ---- | ---- | ---- | ---- | ---- | ---- | ---- | ---- |
| 606  | 624  | 874  | 1041 | 1236 | 1253 | 1547 | 1776 |

## Администрация
| Период | Период | Фамилия        | Партия        | Примечания |
| ------ | ------ | -------------- | ------------- | ---------- |
| 1995   | 2008   | Поль Ревель    | Разные правые | профессор  |
| 2008   |        | Доминик Тирель | Разные правые | менеджер   |

## Экономика
В 2007 году среди 989 человек в трудоспособном возрасте (15—64 лет) 774 были экономически активными, 215 — неактивными (показатель активности — 78,3 %, в 1999 году было 74,4 %). Из 774 активных работали 740 человек (380 мужчин и 360 женщин), безработных было 34 (19 мужчин и 15 женщин). Среди 215 неактивных 66 человек были учениками или студентами, 103 — пенсионерами, 46 были неактивными по другим причинам.